# Annika Morgan
Annika Morgan (Garmisch-Partenkirchen, 12 febbraio 2002) è una snowboarder tedesca, specializzata in slopestyle e big air.

## Biografia
Originaria di Garmisch-Partenkirchen e attiva a livello internazionale dal novembre 2016, Annika Morgan ha debuttato in Coppa del Mondo il 18 gennaio 2019, giungendo 9ª nello slopestyle di Laax. Il 4 dicembre 2021 ha ottenuto, in big air, a Steamboat Springs, il suo primo podio nel massimo circuito, classificandosi al 3º posto nella gara vinta dalla giapponese Reira Iwabuchi.

## Palmarès

### Winter X Games
- 1 medaglia:
  - 1 argento (knuckle huck ad Aspen 2024)

### Mondiali juniores
- 2 medaglie:
  - 2 argenti (slopestyle a Cardrona 2018; big air a Kläppen 2019)

### Coppa del Mondo
- Miglior piazzamento nella Coppa del Mondo generale di freestyle: 12ª nel 2022 e nel 2024
- 6 podi:
  - 3 secondi posti
  - 3 terzi posti